# Kominternlied
Das Kominternlied war ein Lied der Kommunistischen Internationale. Den deutschen Text verfassten Franz Jahnke und Maxim Vallentin 1926, die Melodie komponierte Hanns Eisler 1928.